# Antonio Marcello Barberini
Antônio Barberini, dito o Sênior, nascido Marcelo Barberini (Florença, 18 de novembro de 1569 - Roma, 11 de setembro de 1646) foi um cardeal italiano, cardeal-sobrinho, Penitenciário-mor e Bibliotecário Apostólico.

## Biografia
Nascido da tradicional família Barberini, era o filho mais novo de Antonio Barberini e Camila Barbadori, assim, era irmão de Maffeo Barberini, mais tarde Papa e tio dos cardeais Francesco Barberini, sênior e Antonio Barberini. Era ascendente dos cardeais Carlo Barberini e Francesco Barberini, iuniore.
Ingressou na Ordem dos Frades Menores Capuchinhos em 1592, mudando seu nome de batismo, Marcello, para Antonio. Fez o noviciado em Cortona. Nomeado guardião do convento de San Gimignano, em Florença. Chamado a Roma por seu irmão, o novo papa em 1623, viajou durante a noite e a pé acompanhado apenas de outros frades da sua ordem.

## Cardinalato
Foi criado cardeal no consistório de 7 de outubro de 1624 pelo seu irmão Papa Urbano VIII, recebendo o barrete cardinalício e o título de cardeal-presbítero de Santo Onofre em 13 de novembro. Na ausência de seu sobrinho o Cardeal Antonio, atuou como secretário de Estado e dos cuidados para os assuntos relativos ao governo da Igreja.

## Episcopado
Eleito bispo de Senigália, em 26 de janeiro de 1625, foi consagrado num domingo, 2 de fevereiro, na capela particular de Sua Santidade, no Palácio Vaticano, pelo Cardeal Laudivio Zacchia, bispo de Montefiascone e Corneto, assistido por Antonio Diaz, bispo de Cserta, e por Lorenzo Azzolini, bispo de Ripatransone. Em agosto de 1626, presidiu o capítulo geral de sua ordem no convento de Santa Maria in Aracoeli, Roma. O papa ordenou que ele ficasse em Roma e governasse sua diocese através de vigários gerais. Renunciou ao governo da diocese antes de 11 de dezembro de 1628. Foi nomeado Secretário da Sagrada Congregação Suprema da Inquisição Romana e Universal, em 1629, renunciando o posto de 1633.
É nomeado Penitenciário-mor em 3 de outubro de 1633, cargo que exerceu até sua morte. No mesmo ano, foi nomeado Bibliotecário da Santa Igreja Romana, em 13 de dezembro, quando seu sobrinho o Cardeal Francesco renunciou ao cargo, também ocupado até sua morte. Pró-vigário geral de Roma, entre 1636 e 1640. Passou para o título de São Pedro Acorrentado, em 7 de setembro de 1637. Continuou a ser conhecido como o cardeal de San Onofrio. Passou para o título de Santa Maria em Trastevere em 26 de maio de 1642. Viveu discretamente e em privado como um religioso e por isso não esteve envolvido no colapso de sua família que se seguiu à morte do Papa Urbano VIII.
Faleceu em 11 de setembro de 1646, perto de nove horas, no Palácio Barberini, em Roma. Ele foi enterrado na Igreja de Santa Maria della Concezione dei Cappuccini de Roma, mais conhecida como Igreja dos Capuchinhos, fundada por ele.

## Conclaves
- Conclave de 1644 – participou da eleição do Papa Inocêncio X.